# Felswände bei Büdingen und Gelnhausen
Felswände bei Büdingen und Gelnhausen este o arie protejată (arie de protecție specială avifaunistică — SPA) din Germania întinsă pe o suprafață de 25,79 ha, integral pe uscat.

## Localizare
Centrul sitului Felswände bei Büdingen und Gelnhausen este situat la coordonatele 50°11′26″N 9°13′22″E / 50.1906°N 9.2228°E.

## Înființare
Situl Felswände bei Büdingen und Gelnhausen a fost declarat arie de protecție specială avifaunistică în noiembrie 2004 pentru a proteja 1 specie de animale.

## Biodiversitate
Situată în ecoregiunea continentală, aria protejată nu include niciun habitat protejat.
La baza desemnării sitului se află o specie protejată de  păsări: Falco peregrinus peregrinus.